# Ian Scheckter
Ian Scheckter (East London, 22 de agosto de 1947) é um ex-automobilista sul-africano. Ele é irmão mais velho do campeão mundial de 1979, Jody Scheckter.

## Fórmula 1[1]
(legenda) 
| Ano  | Nome Oficial da Equipe      | Chassi | Motor                | 1     | 2     | 3     | 4   | 5    | 6    | 7     | 8     | 9    | 10    | 11    | 12    | 13   | 14    | 15    | 16    | 17  | Pontos | Posição  |  |
| ---- | --------------------------- | ------ | -------------------- | ----- | ----- | ----- | --- | ---- | ---- | ----- | ----- | ---- | ----- | ----- | ----- | ---- | ----- | ----- | ----- | --- | ------ | -------- |  |
|      |                             |        |                      |       |       |       |     |      |      |       |       |      |       |       |       |      |       |       |       |     |        |          |  |
|      |                             |        |                      | ARG   | BRA   | RSA   | ESP | BEL  | MON  | SWE   | NED   | FRA  | GBR   | GER   | AUT   | ITA  | CAN   | USA   |       |     |        |          |  |
| 1974 | Team Gunston                | 72E    | Ford Cosworth DFV V8 |       |       | 13 G  |     |      |      |       |       |      |       |       |       |      |       |       |       |     | 0      | NC (37º) |  |
| 1974 | Hesketh Racing              | 308    | Ford Cosworth DFV V8 |       |       |       |     |      |      |       |       |      |       |       | NQ G  |      |       |       |       |     | 0      | NC (37º) |  |
|      |                             |        |                      |       |       |       |     |      |      |       |       |      |       |       |       |      |       |       |       |     |        |          |  |
|      |                             |        |                      | ARG   | BRA   | RSA   | ESP | MON  | BEL  | SWE   | NED   | FRA  | GBR   | GER   | AUT   | ITA  | USA   |       |       |     |        |          |  |
| 1975 | Lexington Racing            | 007    | Ford Cosworth DFV V8 |       |       | Ret G |     |      |      |       |       |      |       |       |       |      |       |       |       |     | 0      | NC (34º) |  |
| 1975 | Frank Williams Racing Cars  | FW03   | Ford Cosworth DFV V8 |       |       |       |     |      |      | Ret G | 12 G  |      |       |       |       |      |       |       |       |     | 0      | NC (34º) |  |
|      |                             |        |                      |       |       |       |     |      |      |       |       |      |       |       |       |      |       |       |       |     |        |          |  |
|      |                             |        |                      | BRA   | RSA   | USW   | ESP | BEL  | MON  | SWE   | FRA   | GBR  | GER   | AUT   | NED   | ITA  | CAN   | USA   | JPN   |     |        |          |  |
| 1976 | Lexington Racing            | 007    | Ford Cosworth DFV V8 |       | Ret G |       |     |      |      |       |       |      |       |       |       |      |       |       |       |     | 0      | NC (43º) |  |
|      |                             |        |                      |       |       |       |     |      |      |       |       |      |       |       |       |      |       |       |       |     |        |          |  |
|      |                             |        |                      | ARG   | BRA   | RSA   | USW | ESP  | MON  | BEL   | SWE   | FRA  | GBR   | GER   | AUT   | NED  | ITA   | USA   | CAN   | JPN |        |          |  |
| 1977 | Team Rothmans International | 761    | Ford Cosworth DFV V8 | Ret G | Ret G |       |     | 11 G | NQ G | Ret G | Ret G | NC G | Ret G | Ret G | Ret G | 10 G | Ret G | Ret G | Ret G |     | 0      | NC (33º) |  |